# آردو پری
آردو پری (انگلیسی: Ardo Perri؛ زادهٔ ۲۳ سپتامبر ۱۹۵۰) بازیکن فوتبال اهل کانادا است.